# 克羅斯縣 (阿肯色州)
克羅斯縣（英語：Cross County）是美國阿肯色州東部的一個縣。面積1,612平方公里。根据美國2000年人口普查，共有人口19,526人。縣治威恩（Wynne）。
成立於1862年11月15日。縣名紀念美利堅邦聯大衛·C·克羅斯上校。